# Podrosche
Podrosche (1936–1947 Grenzkirch, górnołuż. Podroždź, wym. [ˈpɔdʀɔʃt͡ʃ]) – dzielnica gminy Krauschwitz w Niemczech, położona w kraju związkowym Saksonia, w okręgu administracyjnym Drezno, w powiecie Görlitz, nad Nysą Łużycką.

## Historia
Podrosche pojawia się po raz pierwszy w 1395.
W latach 1952–1994 miejscowość administracyjnie należała do Powiatu Weißwasser.
Do 21 grudnia 2007 roku funkcjonowało tu drogowe przejście graniczne Podrosche - Przewóz, które zostało zlikwidowane na mocy układu z Schengen.

## Demografia
| rok  | liczba ludności |
| ---- | --------------- |
| 1825 | 258             |
| 1871 | 222             |
| 1885 | 199             |
| 1905 | 205             |
| 1910 | 197             |
| 1925 | 177             |
| 1933 | 162             |
| 1939 | 145             |
| 1946 | 176             |
| 2009 | 54              |